# Kisbodak, Győr-Moson-Sopron
Kisbodak  este un sat în districtul Mosonmagyaróvár, județul Győr-Moson-Sopron, Ungaria, având o populație de 364 de locuitori (2011). 

## Demografie
Componența etnică a satului Kisbodak
     Maghiari (94,43%)
     Germani (5,57%)
Componența confesională a satului Kisbodak
     Romano-catolici (67,58%)
     Fără religie (8,24%)
     Reformați (2,2%)
     Atei (1,65%)
     Necunoscută (20,33%)
     Alte religii (0,82%)
Conform recensământului din 2011, satul Kisbodak avea 364 de locuitori. Din punct de vedere etnic, majoritatea locuitorilor (94,43%) erau maghiari, cu o minoritate de germani (5,57%).  Din punct de vedere confesional, majoritatea locuitorilor (67,58%) erau romano-catolici, existând și minorități de persoane fără religie (8,24%), reformați (2,2%) și atei (1,65%). Pentru 20,33% din locuitori nu este cunoscută apartenența confesională.